# Йылдырым, Бинали
 Бинали́ Йылдыры́м  (тур. Binali Yıldırım; род. 20 декабря 1955, Сивас) — турецкий государственный и политический деятель. Лидер правящей Партии справедливости и развития с 22 мая 2016 по 21 мая 2017 года. Последний премьер-министр Турции с 22 мая 2016 по 9 июля 2018 года.

## Биография
Родился 25 декабря 1955 года в городе Рефахие, провинция Эрзинджан, в алевитской семье. Его имя в переводе с арабского языка означает «сын Али».
Получил степень бакалавра и магистра на Факультете мореходства Стамбульского технического университета в 1973—1978 годах.
В 1978—1993 годах работал инженером в Главном управлении Турции по судостроительной промышленности. В 1990—1991 годах представлял Турцию в Международной морской организации.
В 1994—2002 годах работал в Стамбульском морском пароходстве, занимающемся организацией перевозок.
C 2002 по 2016 год Министр транспорта, мореходства и связи Турции.
Лидер правящей Партии справедливости и развития с 22 мая 2016 года. Заместитель председателя партии.
Председатель Совета аксакалов (старейшин) Организации тюркских государств.
18 февраля 2019 года спикер парламента Турции Бинали Йылдырым заявил, что подаёт в отставку в связи с тем, что он будет баллотироваться на пост мэра Стамбула на местных выборах в Турции, которые пройдут 31 марта 2019 года. Йылдырым проиграл выборы оппозиционному кандидату Экрему Имамоглу, но Высший избирательный совет Турции отменил результаты и назначил новые выборы на 23 июня, на которых вновь победил оппозиционер.

## Награды
- Премия «Исполнитель лучшего проекта года» (2013 год)[8].
- Государственная медаль Почёта Турецкой Республики[тур.] (13 июля 2018 года)[9].
- Орден «Данакер» (6 августа 2022 года, Кыргызстан) — за большой вклад в укрепление дружбы и сотрудничества между Кыргызской Республикой и Турецкой Республикой[10].
- Почётный старейшина народа Туркменистана (10 декабря 2024 года, Туркменистан) — за особые заслуги в упрочении уз дружбы между Туркменистаном и Турецкой Республикой, развитии национальных традиций и обычаев, поддержании единства и сплочённости двух братских народов, воспитании молодого поколения, а также учитывая большой личный вклад в расширение многолетнего сотрудничества обоих государств в области политики, экономики, науки, образования и культуры[11].
- Юбилейная медаль Туркменистана «Magtymguly Pyragynyň 300 ýyllygyna» (10 декабря 2024 года, Туркменистан) — учитывая заслуги в наращивании дружественных отношений между Туркменистаном и Турецкой Республикой, изучении, бережном сохранении, популяризации и донесении потомкам творческого наследия поэта-классика туркменской литературы Махтумкули Фраги, а также большой личный вклад в укрепление единства и сплочённости двух братских народов между туркменским и турецким народами, и по случаю 300-летия туркменского поэта-мыслителя Махтумкули Фраги[11].